# Sébar
Sébar (Sebardus) est un évêque d'Évreux de la fin du IXe siècle.

## Biographie
Il occupe l'évêché d'Évreux à la fin du IXe siècle. Il assiste au concile d'Attigny en 870. Il est présent aux côtés de Riculf, archevêque de Rouen, lorsqu'il visite les reliques de saint Ouen à Gasny en 872. 
Selon Dudon de Saint-Quentin, Sébar échappe à Rollon lorsqu'il pille Évreux vers 886. V. Vogel[Qui ?] relie ce raid au siège de Paris en 886.